# Francisco Huaiquipán
Francisco Anderson Huaiquipán Castillo (Santiago del Cile, 10 ottobre 1978) è un ex calciatore cileno, di ruolo centrocampista.